# Millennium Tower (Frankfurt am Main)

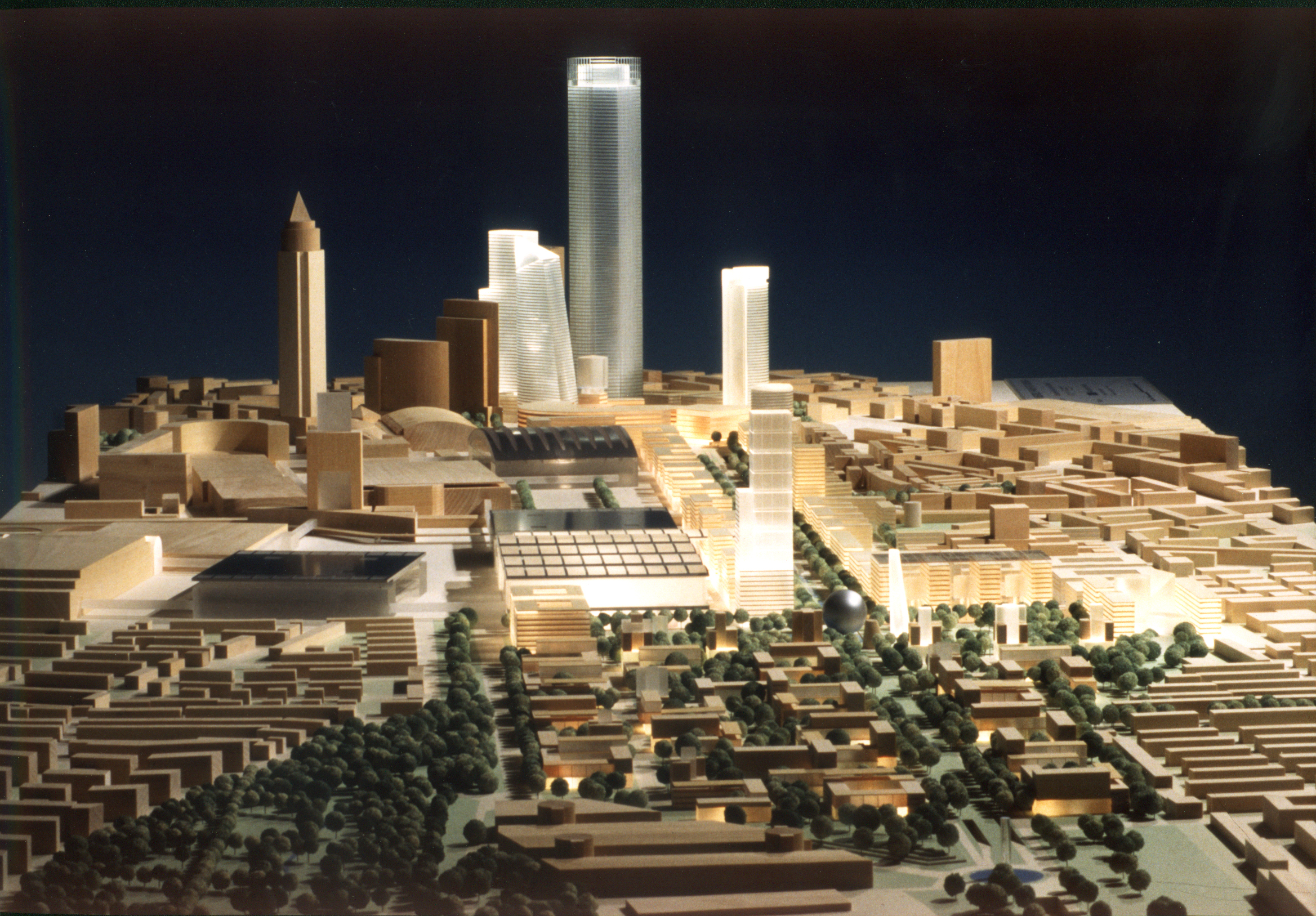
Ursprünglicher Plan des Millennium Towers (hinten) als Teil eines städtebaulichen Modells des Europaviertels, 2001

Die Hochhäuser am Millennium Areal sind ein Projekt zum Bau von zwei Wolkenkratzern mit einer Höhe von 288 Metern und 157 Metern in Frankfurt am Main. Turm A wird Hotel- und Büroräume sowie Deutschlands höchste Aussichtsplattform auf einer Höhe von 266 Metern beinhalten, während der kleinere Turm B ausschließlich als Wohnturm betrieben werden soll. Der Baubeginn wurde von Grundstückseigentümer CA noch nicht festgelegt. Im ersten Bebauungsplan für das Grundstück war ursprünglich ein Wolkenkratzer mit bis zu 369 Metern Höhe vorgesehen. Diese Planung wurde aus immobilienwirtschaftlichen Gründen nicht mehr weiterverfolgt.

## Vorgeschichte
Der Auftraggeber war die EIM (Eisenbahn Immobilien Management; heute CA Immo Deutschland), das Konzept wurde Ende der 1990er Jahre von Albert Speer & Partner als Bestandteil des Hochhausrahmenplans der Stadt Frankfurt von 1998 erstellt. Demnach dürfte die Höhe des Wolkenkratzers bis zu 369 Meter bei über 200.000 Quadratmetern Nutzfläche auf 97 Stockwerken betragen. Für den Turm ist seit Mai 2001 die Baugenehmigung erteilt.
Der Standort des Millennium Tower liegt im Stadtteil Gallus östlich des Messegeländes im Bereich des Neubaugebietes Europaviertel. Grundstückseigentümer ist die Vivico Real Estate. Mit den Hochhäusern Messeturm, Tower 185, Kastor und Pollux sowie den geplanten Hochhäusern am Einkaufszentrum Skyline Plaza sollte hier ein neuer Hochhauspulk entstehen.
Ende des Jahres 2000 gab Donald Trump bekannt, dass er plane, den Millennium Tower als höchsten Wohnturm der Welt zu bauen. In Kooperation mit Ulrich Marseille und den Marseille-Kliniken wurde die TD Trump Deutschland AG gegründet.
Während eines Gespräches mit Frankfurts Oberbürgermeisterin Petra Roth regte Trump an, mit dem Bau im Jahr 2002 oder 2003 zu beginnen.
Die TD Trump Deutschland wurde im Jahr 2005 unter Streitigkeiten, Gerichtsverfahren und staatsanwaltlichen Ermittlungen aufgelöst.
Auf der Immobilienmesse Cityscape in Dubai wurde im Oktober 2007 das Projekt als Baumassenmodell vorgestellt. Die Höhe sollte etwa 370 Meter betragen, die Bruttogrundfläche wurde mit 215.000 m² angegeben. Die Nutzung des Gebäudes sollte 70 % Büro- und 30 % Wohnanteil betragen, und es könne als Europazentrale für global agierende Unternehmen vermarktet werden, zudem für Wohnungen, Hotels und weitere Nutzungsmöglichkeiten. Aufgrund der Wirtschaftskrise ab 2008 wurden die Ambitionen zur Vermarktung zunächst zurückgefahren, bis sich der Immobilienmarkt in den frühen 2010er Jahren zunehmend erholte. Seitdem hat die CA Immo das Projekt wieder offensiver vermarktet.
Der Sprecher des Frankfurter Planungsdezernats Mark Gellert äußerte im Jahr 2016, dass sich bisher noch kein Investor gefunden habe. Dies sei eine Folgeerscheinung der Anschläge vom 11. September 2001. Eine „Nachfrage […] nach so hohen Hochhäusern“ und „den einstigen Wettlauf darüber, wer das höchste Hochhaus baut“, gebe es nun nicht mehr. Die Stadt nehme dennoch weiterhin keine Änderung am Bebauungsplan vor, da man auf mögliche Entwicklungen im Zuge des Brexits und damit auf einen eventuell hohen Büroraumbedarf von zugezogenen Unternehmen reagieren können wolle.
Im Juni 2016 bestätigte der Vorstandsvorsitzende von CA Immo Frank Nickel auf Nachfrage, dass auf dem Projektgrundstück „sicher noch ein Hochhaus gebaut“ werde. Allerdings stehe nicht fest, ob es tatsächlich etwa 370 Meter hoch werden solle.
Bei der Grundsteinlegung des Turms „One“ nahe dem Grundstück äußerte sich der Eigentümer CA Immo, dass die Testplanung für den Turm, welcher nicht die ganzen 370 m ausschöpfen solle, begonnen hätte. Mit dem Bau solle begonnen werden, wenn der Turm „One“ fertiggestellt sei. Dieses Ereignis trat Ende Juni 2022 ein.

## Pläne ab 2020
Im September 2020 gab CA Immo Deutschland bekannt, mit der Stadt Frankfurt am Main einen städtebaulichen Vertrag über zwei 260 und 150 Meter hohe Gebäude neben dem Skyline Plaza abgeschlossen zu haben. Das höhere der beiden Gebäude wäre 1,30 Meter höher als der Commerzbank Tower, der seit 1997 der höchste Wolkenkratzer Deutschlands ist. Mitte 2021 sollte der Gewinner des Architektenwettbewerbs bekannt gegeben werden, der Baubeginn sei frühestens für das Jahr 2023 geplant.
Anfang Dezember 2021 wurde in Frankfurt am Main der Gewinner des Architekturwettbewerbs vorgestellt. Auf dem sogenannten Millennium-Areal sollen nach einem Entwurf des Frankfurter Architekten Ferdinand Heide zwei Hochhäuser errichtet werden. Der höhere, 288 Meter hohe Büro- und Hotelturm, mit einer in sich verdrehten Fassade, soll auch eine Aussichtsplattform beinhalten. Der kleinere Turm wird 157 Meter hoch. In ihm sowie der angeschlossenen Blockrandbebauung sind 500 Wohneinheiten geplant, davon 200 geförderte Wohnungen, welche sich in Blockrandbebauung befinden werden.